# Lutjanus purpureus
Lutjanus purpureus là một loài cá biển thuộc chi Lutjanus trong họ Cá hồng. Loài này được mô tả lần đầu tiên vào năm 1867. Cho tới nay, tình trạng phân loại của chúng vẫn còn gây tranh cãi.

## Từ nguyên
Tính từ định danh purpureus trong tiếng Latinh có nghĩa là "có màu tía", hàm ý đề cập đến màu sắc cơ thể của loài cá này (thực chất là màu đỏ).

## Tình trạng phân loại
L. purpureus và Lutjanus campechanus là hai loài cá hồng theo truyền thống được coi là những loài hợp lệ, tuy nhiên tình trạng phân loại của chúng vẫn còn đang được tranh luận. Một số nghiên cứu trước đó chỉ ra rằng L. campechanus và L. purpureus là một loài duy nhất, nhưng cũng có nghiên cứu lại cho rằng chúng là những đơn vị phân loại riêng biệt.
Rivas (1966) coi chúng là hai loài dựa vào sự khác biệt về số lượng vảy của, trên và dưới đường bên cùng chiều dài của vây ngực. Sau đó, Cervigón (1993) đã chỉ ra sự giống nhau đáng chú ý ở cả hai loài, chẳng hạn như số lượng gai chồng lên nhau ở vây hậu môn, cho biết rằng L. campechanus và L. purpureus nên được coi là một loài duy nhất với một vài khác biệt hình thái tùy khu vực phạm vi.
Silva và cộng sự (2020) đã tìm thấy số lượng đáng kể các haplotype được chia sẻ giữa hai loài, đặc biệt là liên quan đến trình tự DNA nhân. Sự phân định phân tử hỗ trợ phân biệt giữa L. campechanus và L. purpureus là các đơn vị tiến hóa riêng biệt. Tuy nhiên, họ đã xác định được một dòng gen đơn hướng bắc–nam, tức L. campechanus truyền cho L. purpureus, cho thấy rằng sự chuyển gen vào cá thể khác (introgression) là nguyên nhân dẫn đến sự hiện diện của các haplotype được chia sẻ.
Theo Marval-Rodríguez và cộng sự (2020), hai thực thể phân loại L. campechanus và L. purpureus biểu hiện một số khác biệt về hình dạng sỏi tai và di truyền giữa các quần thể ở vịnh México, biển Caribe và phía tây nam Đại Tây Dương, nhưng không phải giữa L. campechanus và L. purpureus vì đó không đủ để coi là hai loài riêng biệt, cho thấy rằng chúng có khả năng đang trải qua quá trình hình thành loài.

## Phân bố
L. purpureus có phân bố giới hạn ở Tây Đại Tây Dương, từ vùng biển Caribe dọc theo bờ đông Nam Mỹ về phía nam đến bang Bahia (Brasil).

## Mô tả
Chiều dài cơ thể lớn nhất được ghi nhận ở L. purpureus là 100 cm, thường bắt gặp với chiều dài trung bình khoảng 65 cm. Chiều dài FL (fork length: chiều dài đến điểm phân thùy đuôi) khi thuần thục sinh dục ước tính là 35,2 cm ở cá đực và 32,1 cm ở cá cái.
Loài này có kiểu hình rất giống với L. campechanus.

## Sinh thái
Thức ăn của L. purpureus bao gồm cá nhỏ và nhiều loài thủy sinh không xương sống khác như giáp xác và chân đầu. Mùa sinh sản của L. purpureus diễn ra quanh năm, đỉnh điểm là từ tháng 9 đến tháng 2.
Tuổi cao nhất được ghi nhận ở L. purpureus là 18 năm.

## Giá trị
L. purpureus là nguồn lợi kinh tế quý giá, đặc biệt là trên thị trường quốc tế. Loài này đã được phân vào nhóm Loài sắp nguy cấp trong Sách đỏ Brasil do một tỷ lệ đáng kể cá con bị đánh bắt, góp phần dẫn đến sự cạn kiệt nhanh chóng của quần thể L. purpureus.
L. purpureus là một trong những nguồn lợi thủy sản chính ở phía bắc và đông bắc Brasil. Cơ sở dữ liệu được xây dựng lại cho thấy lượng khai thác công nghiệp giảm mạnh từ 7916 tấn năm 1999 xuống chỉ còn 394 tấn năm 2007. Lượng khai thác thủ công cũng tăng tương ứng, hiện cao hơn 8,1 lần so với khai thác công nghiệp (khoảng 3450 tấn).